# Jenny Derek
Jenny Annette Derek là người Australia thứ 2 chiến thắng ở cuộc thi Hoa hậu Quốc tế.
Cô đăng quang vào năm 1981, đánh bại 41 người đẹp khác trong đêm chung kết được tổ chức tại Kobe, Nhật Bản,19 năm sau Tania Verstak - người Australia đầu tiên dành vương miện ở cuộc thi này.